# Cotorra collblanca
La cotorra collblanca (Pyrrhura albipectus) és una espècie d'ocell de la família dels psitàcids que habita la selva humida de l'Equador oriental.